# Lawrenceburg (Kentucky)
Lawrenceburg é uma cidade localizada no estado americano de Kentucky, no Condado de Anderson.

## Demografia
Segundo o censo americano de 2000, a sua população era de 9014 habitantes.
Em 2006, foi estimada uma população de 9656, um aumento de 642 (7.1%).

## Geografia
De acordo com o United States Census Bureau tem uma área de
9,6 km², dos quais 9,6 km² cobertos por terra e 0,0 km² cobertos por água.

## Localidades na vizinhança
O diagrama seguinte representa as localidades num raio de 32 km ao redor de Lawrenceburg.